# Улица Стахановцев (Санкт-Петербург)

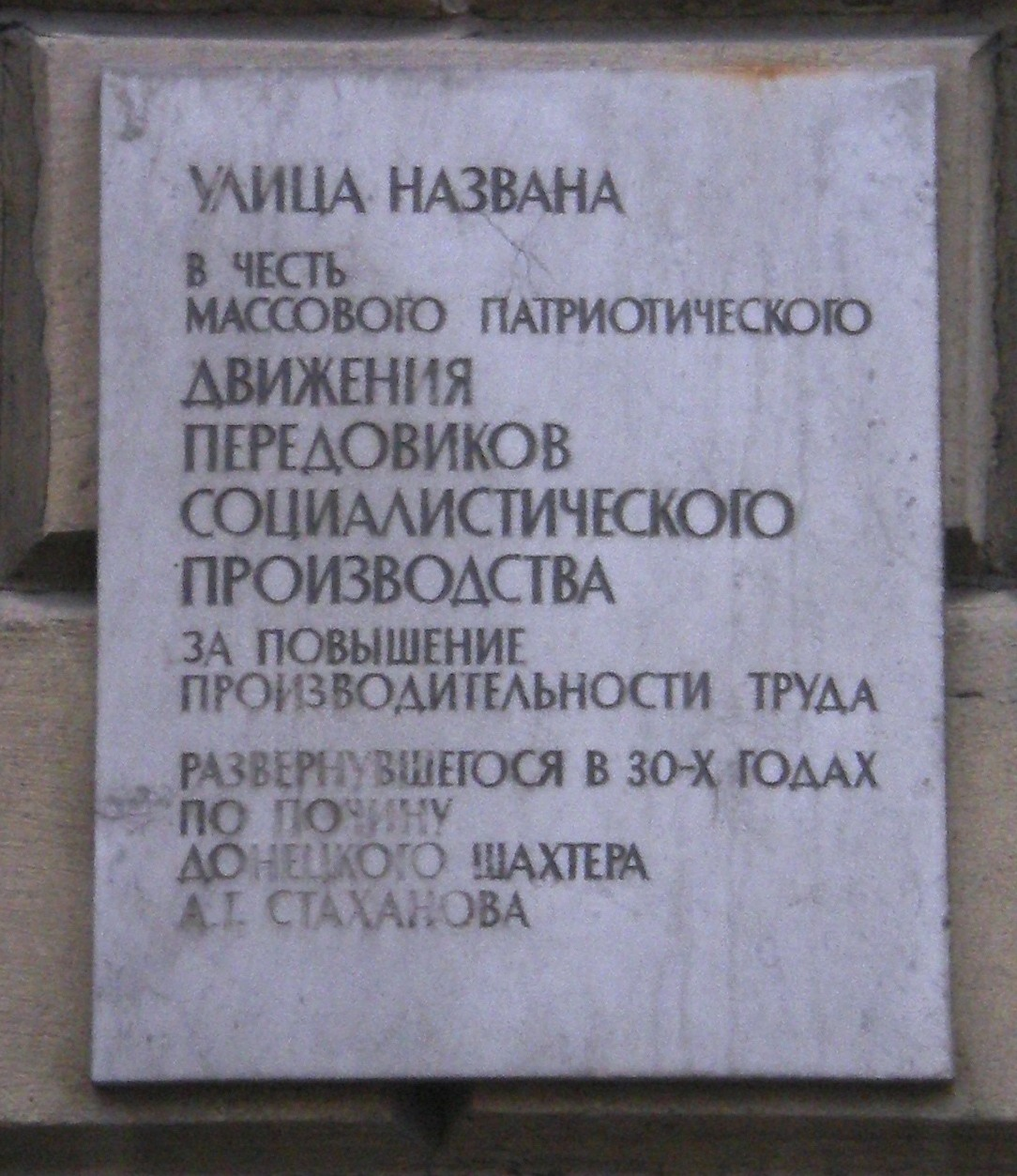
Табличка на доме 6

Улица Стаха́новцев — улица в Красногвардейском районе Санкт-Петербурга. Проходит от Перевозного переулка до Таллинской улицы.

## История
Названа  26 декабря 1940 года в честь участников стахановского движения.
Кварталы за Невой являются ярчайшим образчиком сталинской архитектуры.

## Транспорт
Ближайшая станция метро — «Новочеркасская».
Доехать можно от метро «Новочеркасская» троллейбусом № 7; от метро «Проспект Большевиков» — троллейбусом № 33.